# Storm (пісня Віктора Крона)
«Storm» (укр. Шторм) — пісня у виконанні шведського співака Віктора Крона. Пісня представляла Естонію на конкурсі Євробачення 2019 року в Тель-Авіві. Естонська акторка й співачка Саара Кадак ненадовго з'являлася на сцені під час його виступу. Пісня була виконана під час першого півфіналу 14 травня 2019 року і пройшла у фінал, де здобула 20-е місце з 76 очками.

## Пісенний конкурс Євробачення
Пісня представляла Естонію на Євробаченні 2019, а Віктор Крон був обраний представником країни через Eesti Laul 2019, національний відбір, яерез який відбувається вибір заявки Естонії на пісенний конкурс Євробачення.
28 січня 2019 року було проведено спеціальне жеребкування, яке помістило кожну країну в один із двох півфіналів, а також визначило, в якій половині шоу вони виступатимуть. Естонія потрапила до другої половини першого півфіналу, який відбувся 14 травня 2019 року.
Естонія виступила під 14 номером і кваліфікувалася до фіналу з 4-го місця з 198 балами.
На Євробаченні Кейр Вільгац, Дагмар Оджа, Кайдо Пільдма, Ларс Гуннар Сефсунд та автор Стіг Реста приєдналися до Crone поза сценою як бек-вокалісти під час живого виступу.
У фіналі конкурсу пісня «Storm» посіла 20 місце з 76 балами: 48 було отримано від глядачів та 28 — від журі.

## Чарти
| Чарт (2019)                | Пікова позиція |
| -------------------------- | -------------- |
| Естонія (Eesti Tipp-40)    | 1              |
| Литва (AGATA)              | 56             |
| 56                         | 56             |
| Швеція (Sverigetopplistan) | 39             |
| 91                         | 91             |
| 59                         | 59             |